# Dear Blue
Dear Blue（ディア・ブルー）は、フジテレビ系列のサッカー中継番組のタイトルである。サッカー日本代表戦に関して使用される。

## 概略
2007年よりサッカー日本代表戦の中継タイトルに使用。この年よりフジテレビはFIFA主催の国際大会（FIFAワールドカップ及びFIFAクラブワールドカップを除く）の日本における独占放映権（オフィシャルブロードキャスター）を獲得。地上波及びCSでこれらの大会を中継する事になる。（2003年から2005年まではTBSとの共同で放映権を保持。また、CSはパーフェクト・チョイスで中継）
2007年はU-17W杯、U-20W杯、女子W杯を地上波では日本戦を録画中継、女子W杯は9月14日のアルゼンチン戦のゴールデンタイム生中継を敢行した。フジテレビ739は日本戦と決勝トーナメントを生中継中心に行った。
2009年はU-17W杯を中継。
2011年はU-17W杯と女子W杯を中継。前者はフジテレビNEXTで生中継、BSフジで録画中継。後者は決勝トーナメントをフジテレビONE、準決勝と決勝戦は地上波でも生中継（NHK BS1と並立放送）。
2012年は女子アルガルヴェ・カップ2012グループBの2試合（日本×デンマーク・日本×アメリカ）と決勝戦「日本×ドイツ」を地上波で生中継（グループBの日本初戦である対ノルウェー戦はTBSで生中継）。日本開催となったU-20女子W杯も日本戦全試合を地上波生中継。フットサルW杯はCSで生中継、地上波で録画中継。
これらの他、北京オリンピックアジア予選や2008年からはキリンチャレンジカップ、東アジアサッカー選手権2010、2014年W杯アジア3次予選を中継している。2010年のキリンチャレンジカップと東アジア選手権の計4試合は同局の大ヒットドラマ「踊る大捜査線」をもじって「踊る大4連戦」のサブタイトルで中継。
テーマ曲としてかつてより「凱旋行進曲」（ジュゼッペ・ヴェルディ作曲、オペラ「アイーダ」より）が使用されているが、Dear Blueになってからはアレンジが変わっている。しかし、2011年には元のアレンジに戻った。また、同時にロゴも一新され、「DEAR BLUE」と大文字表記になった。
なお、W杯の日本戦についてはDear Blue以前の2002年のロシア戦を中継したが、2006年以降は中継されていない。

## 出演者

### 解説
男子
- 風間八宏
- 清水秀彦
- 山口素弘

女子
- 川上直子
- 野田朱美
- 本田美登里
- 加藤與恵
- 大橋浩司

### 実況
- 青嶋達也
- 小野浩慈
- 西岡孝洋
- 森昭一郎
- 福永一茂
- 渡辺和洋
- 小穴浩司

### リポーター
- 日々野真理（女子）

### スタジオMC
- ジョン・カビラ
- 本田朋子

### ゲスト
- 吉澤ひとみ（2007女子W杯）
- ピース
- 乃木坂46（2012 U-20女子W杯）